# Planetă inferioară
Planeta inferioară este o planetă care are orbita mai aproape de Soare decât orbita Pământului. Cu alte cuvinte o planetă inferioară e mai aproape de stea decât planeta de referință. Planetele inferioare sunt Mercur și Venus. Celelalte se numesc planete superioare.